# Estación de Franza
Franza es un apeadero ferroviario situado en Franza, en el municipio español de Mugardos en la provincia de La Coruña, comunidad autónoma de Galicia. Desde junio de 2013, no efectúa parada en Franza ningún servicio ferroviario.

## Situación ferroviaria
Se encuentra en el punto kilométrico 28,881 de la línea férrea de ancho ibérico que une Betanzos con Ferrol a 73 metros de altitud,  entre las estaciones de Cabañas-Arenal y de Barallobre. El tramo es de vía única y está sin electrificar.

## Historia
La estación fue inaugurada el 5 de mayo de 1913 con la apertura de la línea Betanzos - Ferrol por parte del Estado que tuvo que encargarse de la construcción de la línea al quedar desiertos las diferentes subastas que se fueron celebrando. Por ello fue la Primera División Técnica y Administrativa de Ferrocarriles la que se encargó de gestionar la línea en un primer momento hasta su cesión en 1928 a la Compañía Nacional de los Ferrocarriles del Oeste, previo paso por MZOV. En 1941, con la nacionalización ferrocarril en España, la estación empezó a ser gestionada por RENFE. 
Desde el 31 de diciembre de 2004, Adif es la titular de las instalaciones ferroviarias. 

## Servicios ferroviarios
Actualmente, no existen servicios ferroviarios de Larga Distancia ni de Media Distancia que efectúen parada en Franza.